# Hebecephalus changai
Hebecephalus changai är en insektsart som beskrevs av Dlabola 1965. Hebecephalus changai ingår i släktet Hebecephalus och familjen dvärgstritar. Inga underarter finns listade i Catalogue of Life.